# 井藤半彌
井藤 半彌（いとう はんや、1894年9月14日 - 1974年2月6日）は、日本の経済学者。専門は財政学。経済学博士。正三位勲一等瑞宝章。
海軍経理学校教授、一橋大学学長、日本学士院会員、自治庁参与、大蔵省税制特別調査会会長、日本ホッケー協会理事、大学基準協会常任理事などを歴任した。

## 人物・経歴
京都市出身。京都市立第一商業学校（現京都市立西京高等学校）を経て、1918年東京高等商業学校（現一橋大学）本科卒業、1920年同校専攻部貿易科卒業。福田徳三教授に師事。1920年東京商科大学（現一橋大学）助手、1910年東京商科大学附属商学専門部講師。1922年から財政学の内池廉吉教授に師事。1935年東京商科大学より経済学博士の学位を取得。
1922年からフランス、ドイツ、アメリカ合衆国に留学。1923から1925年までライン・フリードリヒ・ヴィルヘルム大学ボン哲学部国家学科留学。当時はちょうど東京高商の大学昇格にあわせ拡充がなされていた時期で、多くの教員が留学に出ており、同僚の本間喜一、渡邉大輔、大塚金之助、金子鷹之助、増地庸治郎、吉田良三や、神戸高等商業学校から留学していた八木助市、坂本彌三郎、石田文次郎、田中金司、五百籏頭眞治郎、北村五良、平井泰太郎、名古屋高等商業学校の宮田喜代蔵、赤松要らと、日本料理店や日本人クラブで研究会を開いたり将棋をしたりするなどして交流した。ただし、加藤由作は井藤や本間、大塚らの将棋の誘いなどに応じず、一人で研究にいそしんでいたという。
1926年東京商科大学（現一橋大学）附属商学専門部教授兼東京商科大学助教授、1932年東京商科大学教授、1935年東京商科大学、経済学博士、論文の題は「租税原則学説の構造と生成」。1944年東京商科大学予科長。1950年から日本学士院会員。1951年一橋大学経済学部長、1955年一橋大学学長。1959年退任、一橋大学名誉教授、青山学院大学教授。従四位勲二等から、1974年従三位勲一等瑞宝章、正三位。
この間1939年から1945年まで海軍経理学校財政学教授、1944年大蔵省戦時財政研究委員、1945年大蔵省戦時財政参画委員、大蔵省外資局内外財政金融調査協議会委員、1946年内閣中央企業経理調査委員会委員、1947年から1953年まで東京帝国大学法学部講師、1948年内閣預金部資金運用委員会委員、地方財政委員会顧問、外務省外交官領事官採用試験臨時委員、税制調査懇談会委員、内閣地方税審義会委員、大蔵省専売事業審義会委員、内閣大学設置委員会臨時委員、第一回日本学術会議第三部会員、1949年大蔵省税制審議会委員、大蔵省主税局調査員、日本税制使節団公式顧問、大蔵省基準地区調査会委員、大蔵省臨時専売制度協議会委員、人事院外交官領事官採用試験委員、1950年大蔵省資産再評価審議会委員、文部省学術奨励審議会委員、1951年大蔵省預金部資金運用審議会委員、自治庁参与、1953年内閣税制調査会委員、1954年人事院国家公務員(六級職)採用試験専門試験委員、内閣地方制度調査会(第二次)委員、1955年内閣臨時税制調査会委員、1956年文部省大学基準等研究協議会委員、1957年厚生省国民年金委員、1957年大蔵省税制特別調査会委員会長、1958年国税庁中央酒類審議会委員、1959年内閣固定資産評価制度調査会会長。

## 門下生
門下に木村元一（一橋大学名誉教授）、大陽寺順一（一橋大学名誉教授）、新川士郎（北海道大学名誉教授）、池田浩太郎（成城大学名誉教授）、矢島悦太郎（中央大学名誉教授）など。木村栄一（一橋大学名誉教授）、河合斌人（元学校法人河合塾理事長）、西堀正弘（元国連大使）、金井多喜男（元東亜石油社長、元通商産業省繊維雑貨局長）なども井藤ゼミナール出身。

## 著書
- 『財政學原理 : 財政々策總論』巌松堂書店 1931
- 『社會思想と近代生活』同文館 1932
- 『統制經済財政論(日本統制経済全集 ; 第4巻)』改造社 1933
- 『國家財政概論』巌松堂書店 1935
- 『租税原則學説の構造と生成 : 租税政策原理』巌松堂書店 1935
- 『國家財政概論』巌松堂書店 1936
- 『財政學入門』日本評論社 1937
- 『戰時及戰後の財政問題(銀行叢書 ; 第３８編)』東京銀行集會所 1938
- 『財政學入門』日本評論社 1938
- 『戰時財政講話』巌松堂 1939
- 『財政學基本原理』日本評論社 1940
- 『改訂 財政學入門』日本評論社 1940
- 『財政學入門〔増訂〕』日本評論社 1942
- 『財政學概論』日本評論新社 1943
- 『新稿戰時財政講話』巌松堂 1944
- 『社會政策總論(現代商学全集 ３０)』春秋社 1949
- 『財政學研究』千倉書房 1950
- 『財政學教程』巌松堂書店 1950
- 『財政とは何か(NHK教養大学 ; 第3)』宝文館 1952
- 『財政の話』千倉書房 1954
- 『改訂 財政学教程』巖松堂書店 1955
- 『租税原則学説の構造と生成 新版 : −租税政策原理−』千倉書房 1969
- 『財政学』千倉書房 1970
- 『租税論 : 社会主義租税と資本主義租税』千倉書房 1971
- 『地方財政学総論』千倉書房 1971
- 『財政学新入門』千倉書房 1972